# Barica
Barica je žensko osebno ime.

## Izvor imena
Ime Barica je različica ženskega osebnega imena Barbara.

## Pogostost imena
Po podatkih Statističnega urada Republike Slovenije je bilo na dan 31. decembra 2007 v Sloveniji število ženskih oseb z imenom Barica: 127.

## Osebni praznik
Osebe z imenom Barica lahko godujejo skupaj z Barbaro 4. decembra.